# Michał Morayne
Michał Aleksander Morayne (ur. 28 stycznia 1958 we Wrocławiu) – polski matematyk, profesor zwyczajny, doktor habilitowany zatrudniony w Katedrze Fizyki Teoretycznej na Wydziale Podstawowych Problemów Techniki Politechniki Wrocławskiej, gdzie zajmuje się analizą i teorią funkcji rzeczywistych. Rozprawa habilitacyjna: Hierarchie i algebry funkcji borelowsko mierzalnych, Instytut Matematyczny PAN, 1995.
Autor twierdzenia mówiącego, że na gruncie teorii ZF, hipoteza continuum jest równoważna ze stwierdzeniem, że istnieje taka funkcja
{\displaystyle f=(f_{1},f_{2})\colon \mathbb {R} \to \mathbb {R} \times \mathbb {R} ,}
że
{\displaystyle f(\mathbb {R} )=\mathbb {R} \times \mathbb {R} }
oraz dla każdego {\displaystyle x\in \mathbb {R} } przynajmniej jedna z pochodnych {\displaystyle f'_{1}(x),f'_{2}(x)} istnieje.
Autor książki dla dzieci pod tytułem Kapitan Sztorm i książę Wenecji.